# Sizdah bedar

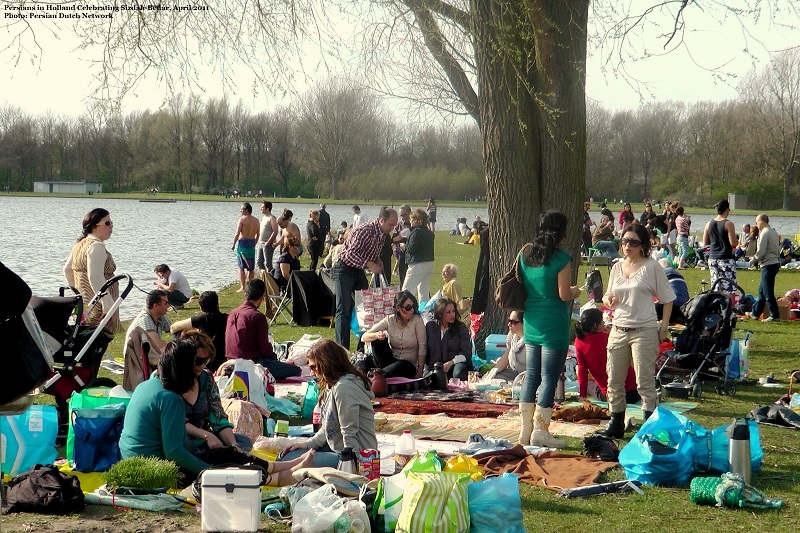
Sizdah bedar est une fête traditionnelle persane fêtée treize jours après Norouz.

Sizdah bedar (en persan: سیزده بدر) est une fête traditionnelle persane (iranienne) fêtée treize jours après Norouz, le nouvel an persan.
Le treizième jour des fêtes du nouvel An est Sizdah Bedar – signifiant littéralement « treizième dehors » –, qui est un jour festif célébré à l'air libre, souvent accompagné de musique et de danse. Cette journée est passée à pique-niquer en famille.

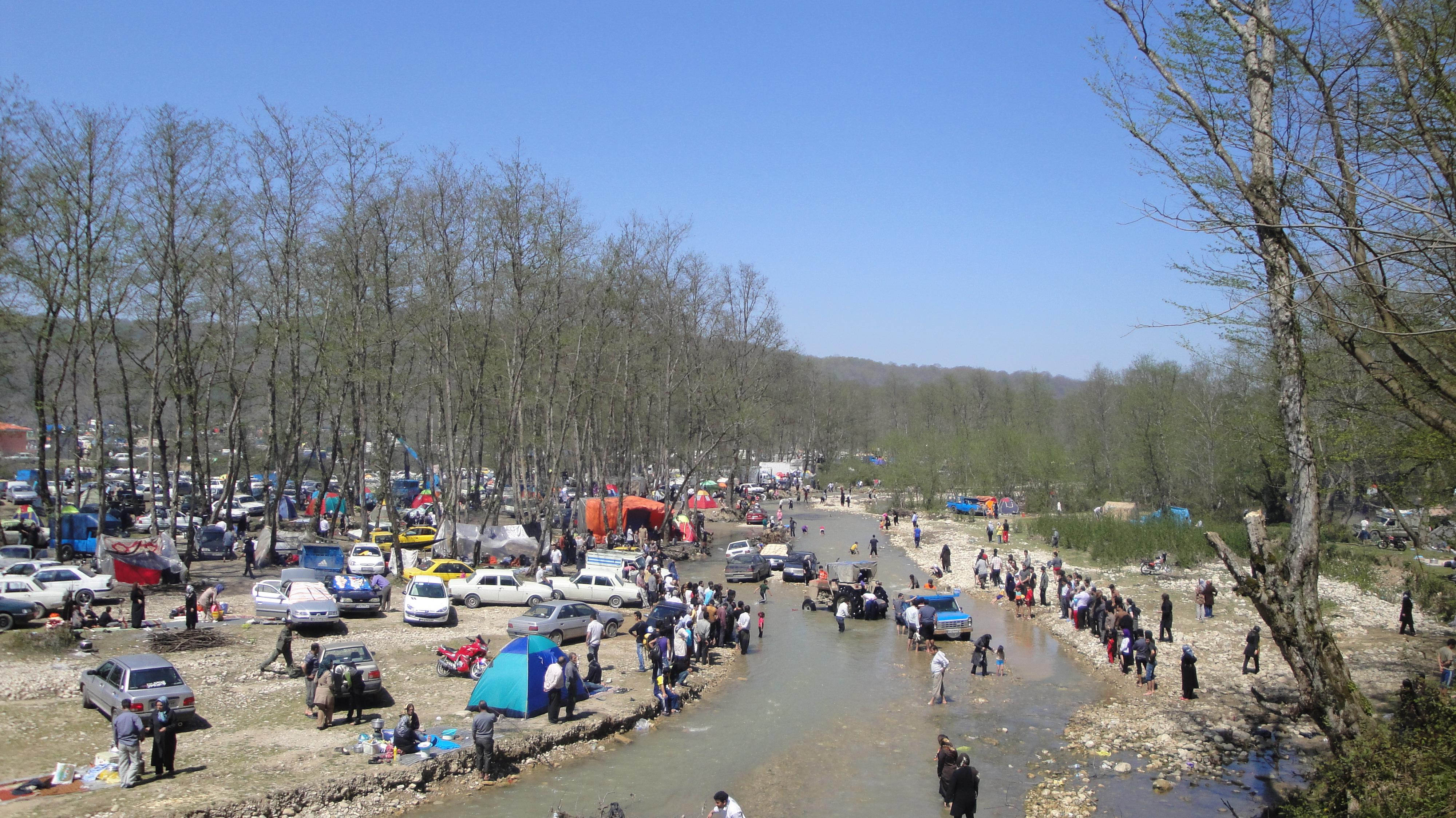
Sortir de la maison le treizième jour de l’année, vient de la croyance des anciens Perses qui croyaient que pour éviter de malchance de cette journée il fallait la passer dans la nature.

Les célébrations du treizième jour, Sizdah Bedar, viennent de la croyance des anciens Perses que les douze constellations du Zodiaque influençaient les mois de l'année, et que chacune régnait sur la terre pour un millier d'années. À la fin de ce cycle, le ciel et la terre sombraient dans le chaos. Cette croyance est une des origines possibles de la superstition qui attribue au nombre treize un pouvoir (nombre sacré ), à l'origine de la triskaïdékaphobie.
En conséquence, Norouz, dure 12 jours et le treizième évite le chaos, moment pendant lequel les familles mettent l'ordre de côté et évitent la malchance  associée au nombre treize en allant dehors et en profitant d'un pique-nique et d'une fête.
À la fin des célébrations de cette journée, les sabzeh cultivées pour le Haft Sin (qui a symboliquement recueilli toute la maladie et la malchance) sont jetées dans de l'eau courante pour exorciser les démons (divs) de la maisonnée. Il est aussi de coutume pour les jeunes femmes célibataires d'attacher les tiges des sabzeh avant de les jeter, exprimant ainsi le souhait d'être mariées avant le Sizdah Bedar de l'année suivante.